# Hypoliquorrhoe
Als Hypoliquorrhoe bezeichnet man einen zu niedrigen Druck im Subarachnoidalraum, also am liegenden Patienten 50 mm Hg oder tiefer. Ursache für eine Hypoliquorrhoe sind Liquorverlust nach Hirnoperationen, Schädel-Hirn-Trauma, Lumbalpunktion oder auch spontan (hier meist im Rahmen von Bindegewebserkrankungen) sowie bei verschiedenen Erkrankungen des Gehirns. Typische Symptome sind Kopfschmerzen, die bei aufrechter Körperhaltung zunehmen, Schwindel, Übelkeit, Erbrechen, Nackensteifigkeit und Bewusstseinsstörungen.